# Kobberhatten
Kobberhatten (dansk) eller Kopparhatten (svensk) er et udsigtspunkt i nationalpark Søderåsen i det nordvestlige Skåne. Kobberhatten er med cirka 200 meter nationalparkens højeste punkt. Navnet fortæller, at der her i slugten nedenfor har været gravet kobber. 
56°01′05″N 13°12′50″Ø / 56.01806°N 13.21389°Ø